# 1-ヨード-4-メトキシベンゼン
1-ヨード-4-メトキシベンゼン（1-iodo-4-methoxybenzene）は、ベンゼンの誘導体の1種である。ところで、ベンゼンが持つ6つの水素のうちの1つがメトキシ基に置換された化合物はメトキシベンゼンであり、慣用名はアニソールと言う。このため、1-ヨード-4-メトキシベンゼンにはp-ヨードアニソール（パラヨードアニソール、p-iodoanisole）の別名が存在する。

## 構造と性質
1-ヨード-4-メトキシベンゼンは、その名の通り、ベンゼンの1位の炭素に結合している水素がヨウ素に、4位の炭素に結合している水素がメトキシ基に置換した化合物であり、示性式IC6H4OCH3で表すことができる。なお、分子量は234.04である

。
常圧における融点は48 ℃

から52 ℃で

、沸点は237 ℃である

。
したがって、常温常圧において1-ヨード-4-メトキシベンゼンは固体として存在する。分子構造から明らかなように極性を持った化合物ながら、水には溶けにくく、むしろエタノールに溶けやすい

。
エタノール溶液から再結晶させた1-ヨード-4-メトキシベンゼンは、葉状晶として析出する

。
ちなみに、1-ヨード-4-メトキシベンゼンは光によって分解する

。

## 合成法
1-アミノ-4-メトキシベンゼンのアミノ基をジアゾ化して生成したジアゾニウム塩を、ヨウ化カリウムの水溶液中で分解させると1-ヨード-4-メトキシベンゼンを合成できる

。
ちょうどアニリン（アミノベンゼン）からヨードベンゼンを合成するのと同様の方法である。

## 用途
1-ヨード-4-メトキシベンゼンは酸化されやすい物質であり抗酸化剤として用いられることがある

。
ビニルポリマーの安定剤として添加されることもある

。